# Ormoy-Villers
Ormoy-Villers település Franciaországban, Oise megyében. Lakosainak száma 795 fő (2022. január 1.). Ormoy-Villers Auger-Saint-Vincent, Boissy-Fresnoy, Duvy, Lévignen, Péroy-les-Gombries, Rouville és Versigny községekkel határos.

## Népesség
A település népességének változása:
| Lakosok száma | 638  | 633  | 644  | 660  | 677  | 687  | 744  | 795  |
|               | 2013 | 2015 | 2017 | 2018 | 2019 | 2020 | 2021 | 2022 |